# SOUP (古川本舗のアルバム)
SOUP（スープ）は、古川本舗の3枚目のオリジナルアルバムである。
2013年11月6日にスペースシャワーミュージック及び自身のレーベルであるHead.Q.musicよりリリース。

## 概要
前作「ガールフレンド・フロム・キョウト」より1年ぶりのアルバム。全曲のボーカルをシンガーソングライターのキクチリョウタが担当。本来はタワーレコード限定シングル「ストーリーライター」収録の「蛍と光」なども含めた12曲入りの予定だった。

## 楽曲解説
1. スカート
HMV限定シングル表題曲。古川は、「とっ散らかせるというのがテーマ」と語っている。[3]
2. あいのけもの
TSUTAYAレンタル限定CD「（I'm）HOME E.P」カップリング曲。演奏も古川本人が行っている。[3]
3. HOME
TSUTAYAレンタル限定CD「（I'm）HOME E.P」表題曲。
アルバムの中で最初に出来た曲。PVは映画監督の岩井俊二が監督した。「飼い主がいなくなった事実を理解したネコの視点を歌った」という裏ストーリーが存在する。[4]
4. 東京日和
古川本舗として発表した中で2番目に古い曲。古川が21~22歳の頃に作られた。[4]
5. orbital
6. emma brown
本来はorbitalではなくこの曲がインストになる予定だった。古川の飼い猫に向けた曲。「人に公開するものでもない」という理由でブックレットに歌詞が載っていない。[5]
7. 枯れる陽に燃える夜は
8. ストーリーライター
9. アン＝サリバンの休日
10. SOUP

## 演奏
『SOUP』
- キクチリョウタ：Vocals
- 古川本舗：Arrangement, Guitar, Bass, Piano, Organ, Programming, Mixing
- 久保裕矢：Arrangement (#3)
- 和田たけあき：Guitar
- 二村学：Bass
- 森信行 (くるり)：Drums
- -Freude Music Strings-
  - 武内香澄：1st Violin
  - 田平純子：2nd Violin
  - 北島綾乃：Viola
  - 山崎明子：Cello
- daji, acane_madder：Piano, Organ